# Верхний Козьмяш
Верхний Козьмяш — деревня в Чернушинском районе Пермского края. Входит в состав Павловского сельского поселения.
Находится примерно в 16 км к северо-востоку от центра города Чернушки.

## Население
В 2005 году численность населения составляла 62 человека.
По результатам переписи 2010 года численность населения составила 62 человека, в том числе 29 мужчин и 33 женщины.